# ريتشارد كوتريل
ريتشارد كوتريل (بالإنجليزية: Richard Cottrell)‏ هو مخرج بريطاني، ولد في 15 أغسطس 1936.

## وصلات خارجية
- ريتشارد كوتريل على موقع IMDb (الإنجليزية)